# Macrotera solitaria
Macrotera solitaria är en biart som först beskrevs av Cockerell 1897.  Macrotera solitaria ingår i släktet Macrotera och familjen grävbin. Inga underarter finns listade i Catalogue of Life.